# 深井污水處理廠
深井污水處理廠（英語：Sham Tseng Sewage Treatment Works）位於香港新界荃灣區深井深慈街遊樂場，佔地1.1公頃，由渠務署管理，屬於化學強化一級污水處理廠，每日可以處理17,000立方米污水。

## 歷史
2000年12月，深井污水處理廠動工，於2004年9月啟用。
2013年3月21日，發展局《維港以外填海以及發展岩洞》第二階段公眾諮詢，當中包括搬遷深井污水處理廠往岩洞的建議，作為發展岩洞的先導計劃項目之一；搬遷深井污水處理廠除了可以提供住宅用地，亦可以延長現有的海濱長廊。
2014年1月，香港行政長官梁振英透過《2014年度香港行政長官施政報告》表示香港政府正在籌備將深井污水處理廠搬遷往岩洞的可行性研究。同年3月25日，發展局、渠務署及水務署向立法會發展事務委員會提出搬遷深井污水處理廠往岩洞的可行性研究建議，包括分析與更改供水網絡、初步技術與影響評估、擬備設計大綱、施工策略及時間表，以認定及處理搬遷建議的相關問題。同年，有關部門向立法會財務委員會申請3,920萬港元撥款，研究搬遷深井污水處理廠往岩洞的可行性，初步選址距離現址東北面約150米的山坡下（即現址東北面150米，青山公路—深井段及屯門公路之間山坡）；原因在於該處的土質問題不大，對上游公共污水收集系統及下游排放系統的影響亦能夠縮減至最少，而且新址大部份為政府土地，故此預計工程不需要大量地徵收私人土地。預計研究需時兩年，於2016年8月完成。直至2019年，計劃仍處於工程可行性研究階段，並處理公眾意見，搬遷後原有1.1公頃土地擬議用作住宅和社區設施用途。

## 外部連結
- 深井污水處理廠 （页面存档备份，存于）